# 1921 az irodalomban
Az 1921. év az irodalomban.

## Megjelent új művek

### Próza
- Sherwood Anderson: The Triumph of the Egg (A tojás diadala), novelláskötet
- Johan Bojer norvég író, drámaíró regénye: Den siste viking (Az utolsó viking)
- Miloš Crnjanski magyarországi szerb költő: Dnevnik o Čarnojeviću (Čarnojević naplója), lirizált kisregény
- John Dos Passos háborús regénye: Three Soldiers (Három katona)
- John Galsworthy: To Let (Ez a ház kiadó), a Forsyte saga regénysorozat (1906–1921) utolsó könyve
- Jean Giraudoux regénye: Suzanne et le Pacifique, egy „csodálatos Robinson-paródia”[1]
- Jaroslav Hašek szatirikus regénye, a Švejk, egy derék katona kalandjai a világháborúban (Osudy dobrého vojáka Švejka za světové války) első kötete; a 2-3. kötet 1922-ben, a 4. (befejezetlen) 1923-ban jelenik meg
- Aldous Huxley regénye: Crome Yellow (Nyár a kastélyban)
- Siga Naoja japán író: Anja kóro (Egy sötét éjszaka múlása), regény, 1921–1937
- Marcel Proust: 
  - Le Côté de Guermantes (Guermantes-ék); Az eltűnt idő nyomában (1913–1927) harmadik kötetének második része (a kötet első része: 1920)
  - Sodome et Gomorrhe (Szodoma és Gomorra), a regényfolyam negyedik kötete (1921/1922, két részben)

### Költészet
- Lucian Blaga román költő, író verseskötete: Pașii profetului (A próféta léptei)
- Blaise Cendrars: Anthologie nègre (Néger antológia)
- Marina Cvetajeva verseskötete: Vjorszti [Вёрсты] (Verszták)
- Szergej Jeszenyin kötete: Iszpovegy huligana [Исповедь хулигана] (A csavargó vallomása)
- Federico García Lorca: Libro de poemas (Versek könyve)

### Dráma
- Karel Čapek színdarabja: R.U.R. (Rossum's Universal Robots) [Rossum univerzális robotemberei]
- Hugo von Hofmannsthal vígjátéka: Der Schwierige (A lehetetlen ember), megjelenés és bemutató
- Eugene O’Neill színműve: Anna Christie, bemutató
- Luigi Pirandello: Hat szerep keres egy szerzőt (Sei personaggi in cerca d'autore), bemutató
- Megjelenik G. B. Shaw groteszk színműve: Back to Methuselah (Vissza a Matuzsálemhez), bemutatója 1922-ben

### Magyar irodalom
- Áprily Lajos első verseivel jelentkezik: Falusi elégia (Kolozsvár)
- Babits Mihály verseskötete: Nyugtalanság völgye
- Balázs Béla regénye: Isten tenyerén (Kolozsvár)
- Kassák Lajos: Világanyám
- Karinthy Frigyes regénye: Capillária
- Kosztolányi Dezső regénye: Nero, a véres költő
- Móra Ferenc: A festő halála, (a regény később Négy apának egy leánya címen jelenik meg)
- Szabó Dezső regénye: Csodálatos élet

## Születések
- január 5. – Friedrich Dürrenmatt svájci író, drámaíró († 1990)
- január 19. – Mészöly Miklós magyar író († 2001)
- március 3. – Szabolcsi Miklós magyar irodalomtörténész, kritikus († 2000)
- május 27. – Jobbágy Károly magyar költő, műfordító († 1998)
- június 2. – Karinthy Ferenc magyar író, drámaíró, dramaturg († 1992)
- július 15. – Király István magyar irodalomtörténész, Ady Endre-szakértő († 1989)
- augusztus 11. – Alex Haley afroamerikai író († 1992)
- augusztus 13. – Sarkadi Imre magyar író, újságíró, dramaturg († 1961)
- szeptember 12. – Stanisław Lem lengyel sci-fi író († 2006)
- október 9. – Tadeusz Różewicz lengyel író, költő, drámaíró, a 20. századi lengyel irodalom egyik meghatározó alakja († 2014)
- november 25. – Rákos Sándor költő, műfordító, esszéíró, kiadói szerkesztő († 1999)
- november 27. – Pilinszky János, a 20. század egyik legjelentősebb magyar költője († 1981)

## Halálozások
- június 5. – Georges Feydeau francia színműíró, (* 1862)
- augusztus 7. – Alekszandr Blok orosz költő, drámaíró, az orosz szimbolizmus meghatározó alkotója (* 1880)
- augusztus 7. – Riedl Frigyes magyar irodalomtudós, a modern irodalomtörténet első jelentős hazai képviselője (* 1856)
- augusztus 24. – Nyikolaj Sztyepanovics Gumiljov orosz költő, az akmeista irányzat vezető képviselője (* 1886)
- szeptember 22. – Ivan Vazov bolgár költő, író (* 1850)
- november 8. – Hviezdoslav szlovák költő, drámaíró, műfordító, a legnépszerűbb szlovák költők egyike (* 1849)
- december 17. – Gabriela Zapolska lengyel színésznő, író, drámaíró (* 1857)
- december 25. – Vlagyimir Galaktyionovics Korolenko ukrán–lengyel származású orosz író (* 1853)
- december 31. – Kiss József magyar költő, lapszerkesztő (* 1843)